# Ioannis Triantafyllidis
Ioannis Triantafyllidis (gr. Ιωάννης Τριανταφυλλίδης; ur. 24 kwietnia 1990) – grecki zapaśnik walczący w stylu klasycznym. Zajął 23 miejsce na mistrzostwach Europy w 2012. Brązowy medalista mistrzostw śródziemnomorskich w 2012 roku.